# Projet de centrale marémotrice du golfe de Penjina
Le projet d'usine marémotrice de Penjina regroupe un ensemble de propositions pour la construction d'une centrale marémotrice dans le golfe de Penjina, qui est un bras supérieur droit du golfe de Chelikhov dans le coin nord-est de la mer d'Okhotsk. Comme la baie de Penjine possède de plus fortes marées, il y eut plusieurs propositions de centrales. L'une des variantes proposées prévoit une puissance installée de 87 GW et une production électrique de 200 TWh annuels.
Géographiquement, le barrage de la centrale s'étendrait au travers de la frontière administrative séparant l'oblast de Magadan et le kraï du Kamtchatka en Russie.

## Informations générales
La hauteur des marées dans le golfe de Penjina atteignent 9 mètres, voire 12,9 mètres dans le cas de grandes marées, ce qui est la plus haute marée de l'océan Pacifique. Comme la surface du bassin de la baie est de 20 530 km2, elle correspond à une décharge diurne de 360 à 530 km3. Ce débit d'eau est 20 à 30 fois plus élevé que celui du plus grand fleuve du monde, l’Amazone. Deux projets ont été étudiés pour des centrales marémotrices. Le premier serait d'utiliser l'ensemble du bassin de la baie. Le second propose une usine plus petite, en utilisant seulement la partie nord du bassin avec des marées plus hautes:
| Variante  | Hauteur de la marée (m) | Puissance installée (GW) | Production annuelle (TWh) | Année d’étude |
| --------- | ----------------------- | ------------------------ | ------------------------- | ------------- |
| Site Sud  | 11                      | 87,1                     | 190–205                   | 1972 - 1996   |
| Site Nord | 13,4                    | 21,4                     | 50                        | 1983 - 1996   |

En raison du manque de consommateurs locaux et des lignes électriques pour évacuer le courant, il existe des propositions de travail pour alimenter des usines de production fortement énergivores. Un tel régulateur, par exemple, pourrait être la production d'hydrogène liquide.

## Potentiel hydrologique de la baie

Trois types de marées. Les marées dans le golfe de Chelikhov sont de type diurne.

Les marées dans le golfe de Penjina sont les plus hautes de l'océan Pacifique, pouvant atteindre une hauteur de 13,4 mètres. Elles sont de type diurne. La surface du bassin du golfe de Penjina est de 20 530 km2,. Étant donné que l'amplitude moyenne de la marée est égale à 10 mètres, cela donne un débit diurne de l'eau dans la baie de 410,6 km3.